# Gai Calvisi Sabí (cònsol 39 aC)
Gai Calvisi Sabí (en llatí Caius Calvisius Sabinus) va ser un magistrat romà del segle i aC.
Va ser un dels llegats de Juli Cèsar a la Segona guerra civil. Cèsar el va enviar a Etòlia l'any 48 aC i es va apoderar de tot el país. Appià esmenta que fou derrotat per Metel Escipió a Macedònia, però el mateix Cèsar no en fa cap referència.
L'any 45 aC va rebre de Cèsar la província d'Àfrica. El 44 aC va ser pretor i Marc Antoni li va concedir altre cop el govern d'Àfrica on no va arribar a tornar, ja que després de l'afer de Mutina, on Marc Antoni es va enfrontar a Dècim Juni Brut Albí el senat va revocar l'orde i va nomenar Quint Cornifici.
El 39 aC va ser cònsol amb Luci Marci Censorí i a l'any següent va dirigir la flota d'Octavi (August) en la guerra amb Sext Pompeu i unit a Menes que havia desertat de Sext, va fer la guerra contra Menècrates, el principal almirall pompeià, i va ser derrotat a Cumes. Menes es va tornar a passar a Pompeu l'any 36 aC i Sabí va perdre el comandament per no haver vigilat i controlat al desertor (aquesta raó fou l'oficial però probablement Octavi August volia donar la direcció de la guerra al seu amic Agripa).
No devia perdre la confiança d'Octavi, ja que Sabí va rebre d'ell l'encàrrec de combatre a les bandes de lladres d'Itàlia. Poc abans de la batalla d'Àccium encara se'l menciona com a amic i lleial a Octavi.